# Arorangi
Arorangi est l'un des cinq districts de Rarotonga (îles Cook). Situé à l'ouest de l'île, ses frontières correspondent à la tribu de Puaikura des Tinomana Ariki.

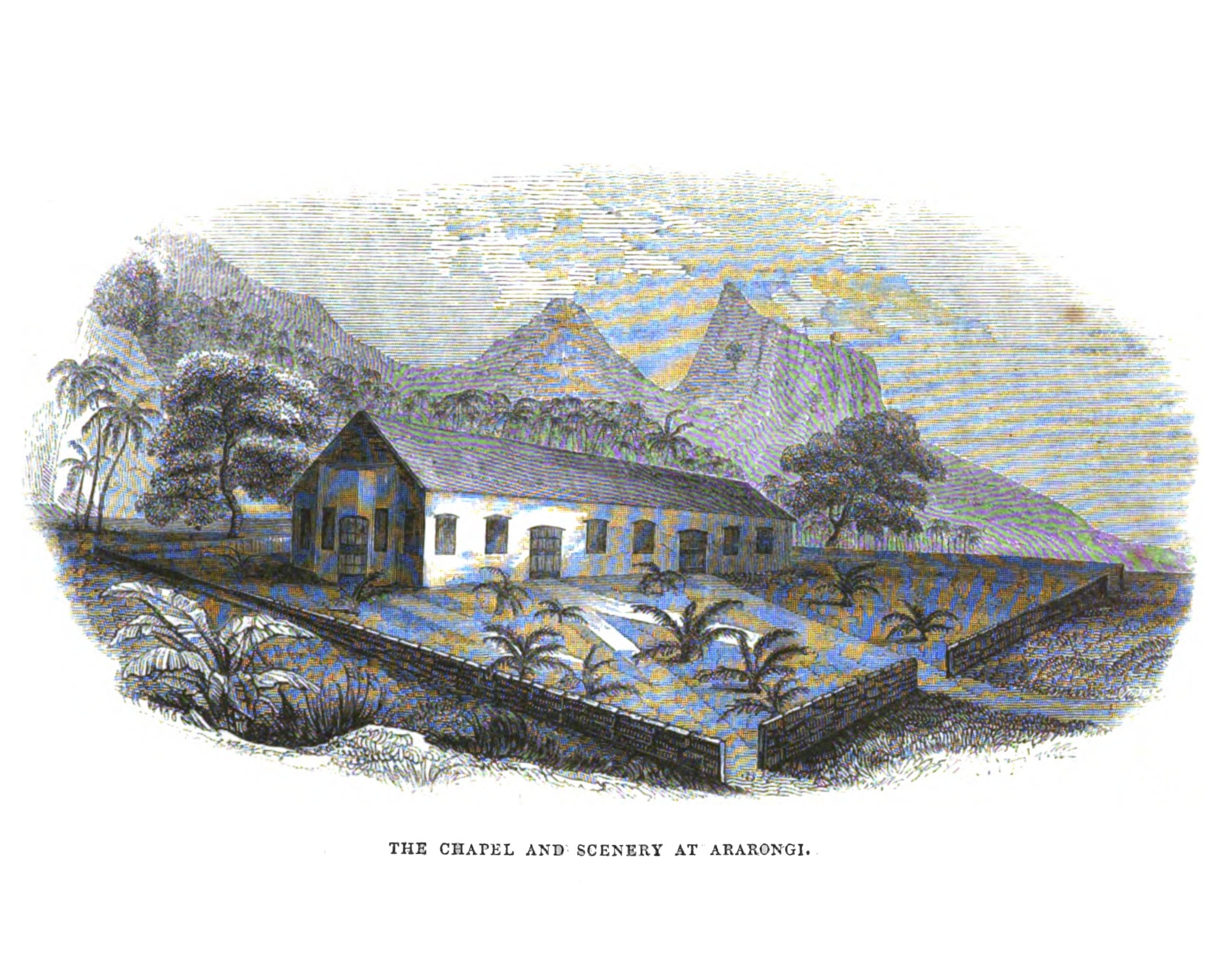
Chapelle d'Arorangi en 1837

Le district est actuellement constitué de 3 circonscriptions électorales qui sont du Nord au Sud
- Ruaau, tapere de Pokoinu-i-Raro, Tokerau, Inave, Arerenga
- Akaoa, tapere d'Akaoa, Vaiakura;
- Murienua, tapere de Kavera, Aroa, Rutaki.

Il existe également un autre découpage du district moins formel et reposant sur des critères plus socio-religieux : Ruaau, Murienua, Betela et Rutaki.
À l'origine du district, la fondation du village éponyme par les missionnaires de la London Missionary Society en 1828. Il avait été en effet prévu au départ en 1827 de rassembler les populations des deux tribus de Puaikura et Teauotonga à Avarua. Néanmoins à la suite d'une brouille entre Tinomana Enuarurutini Ariki et Makea Pori Ariki respectivement chefs de Puaikura et de Teauotonga, John Williams estima plus prudent de fonder une nouvelle station missionnaire sur les terres du premier. La station fut confiée à Papeiha, un jeune converti originaire de Bora-Bora (îles de la Société) que Williams avait déposé à Rarotonga en 1823. Ce dernier s'était du reste marié en 1824 à Te Vaerua o te Rangi, la fille d'Enuarurutini.
Selon la légende, le nom d'Arorangi viendrait de l'expression « aro ki te rangi » (faire face au ciel, lever le visage vers le ciel). En effet lorsque Papehia rencontra pour la première fois Tinomana Enuarurutini, il aurait invité ce dernier à prier avec lui son dieu. Enuarurutini lui aurait alors demandé où vivait le dieu dont il parlait. Ce à quoi Papehia aurait répondu dans le ciel. Le chef aurait alors levé son visage dans la direction demandée